# Urones de Castroponce
Urones de Castroponce est une commune de la province de Valladolid dans la communauté autonome de Castille-et-León en Espagne.

## Sites et patrimoine
Les édifices notables de la commune sont :
- Église El Salvador
- Théâtre Corral de Anuncia